# Нордхайм (Вюртемберг)
Но́рдхайм (нем. Nordheim, алем. нем. Norde) — коммуна в Германии, в земле Баден-Вюртемберг.
Подчиняется административному округу Штутгарт. Входит в состав района Хайльбронн. Население составляет 7436 человек (на 31 декабря 2010 года). Занимает площадь 12,71 км².
Коммуна подразделяется на 2 сельских округа.

## Галерея

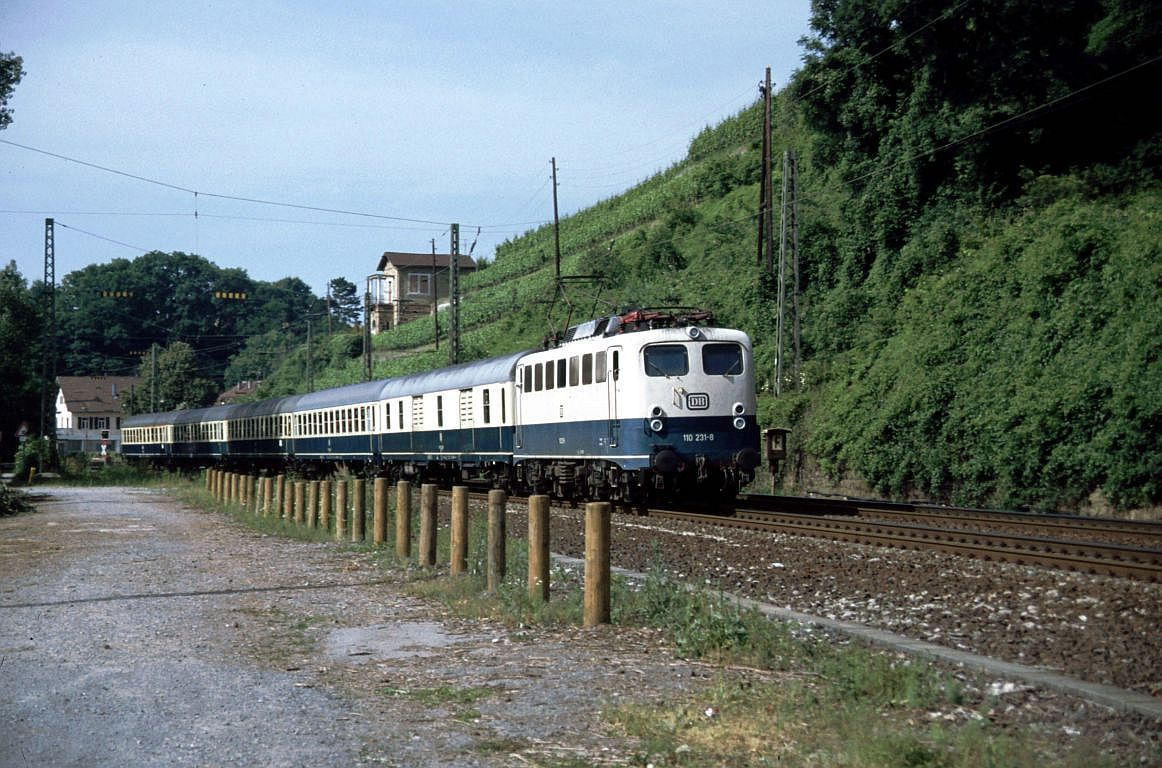
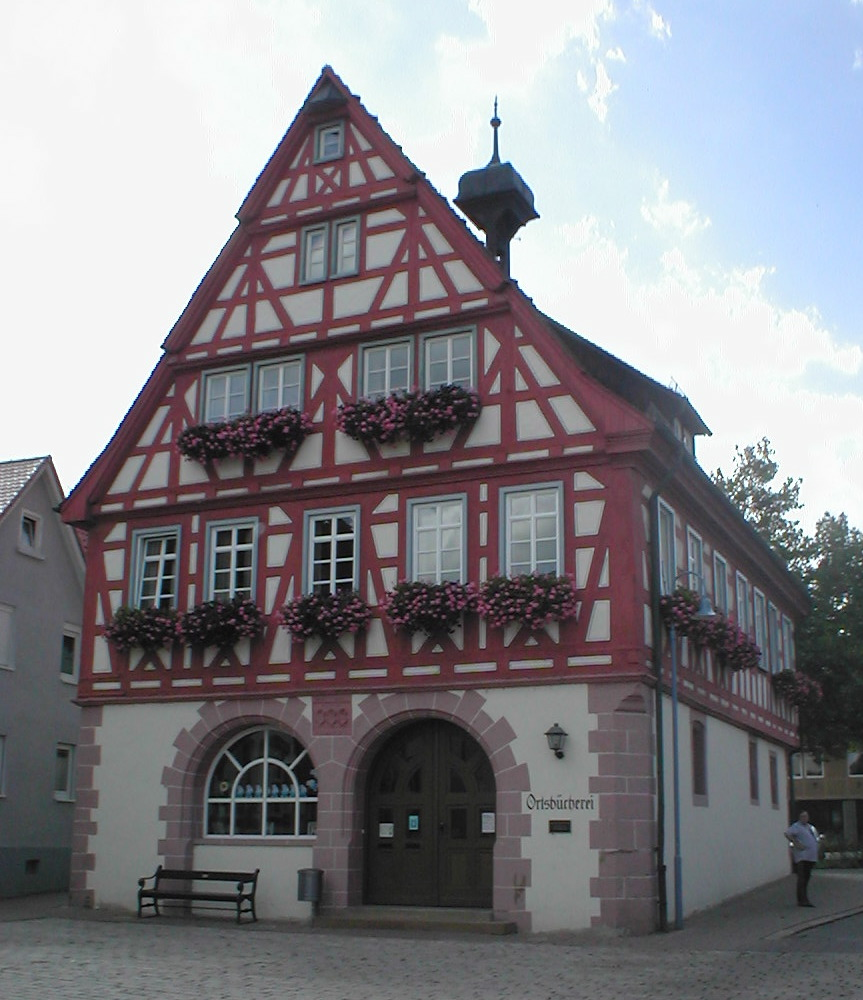
Ратуша
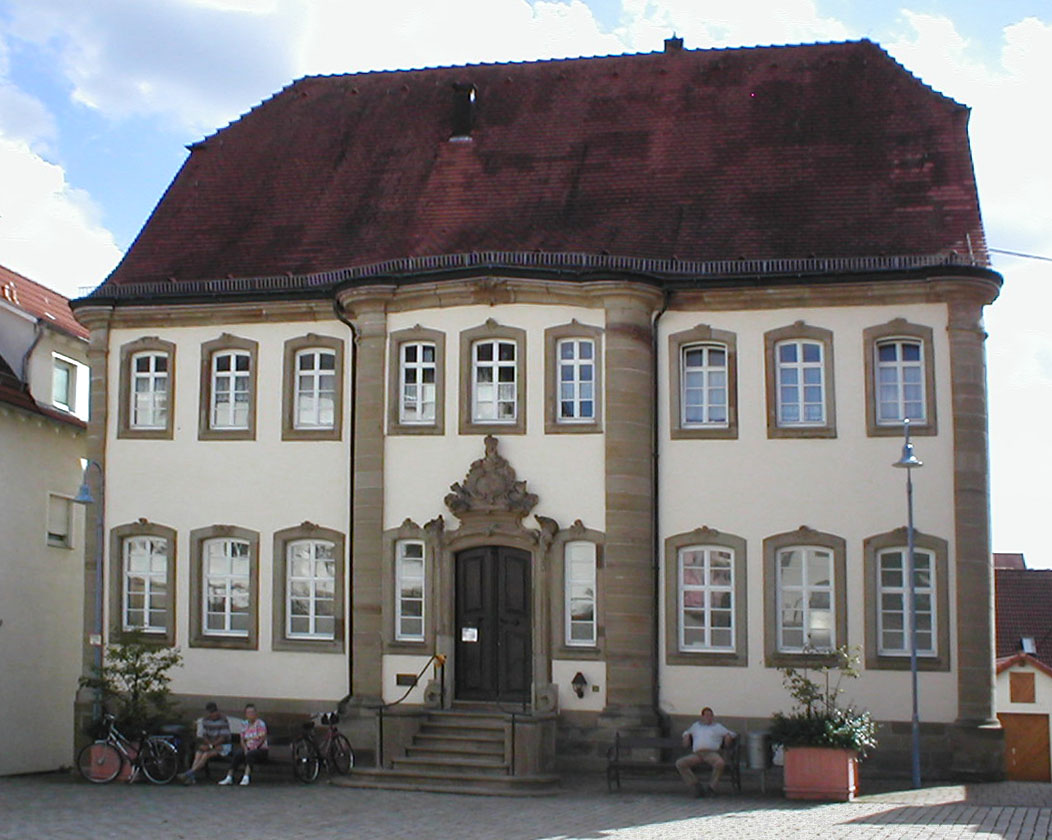
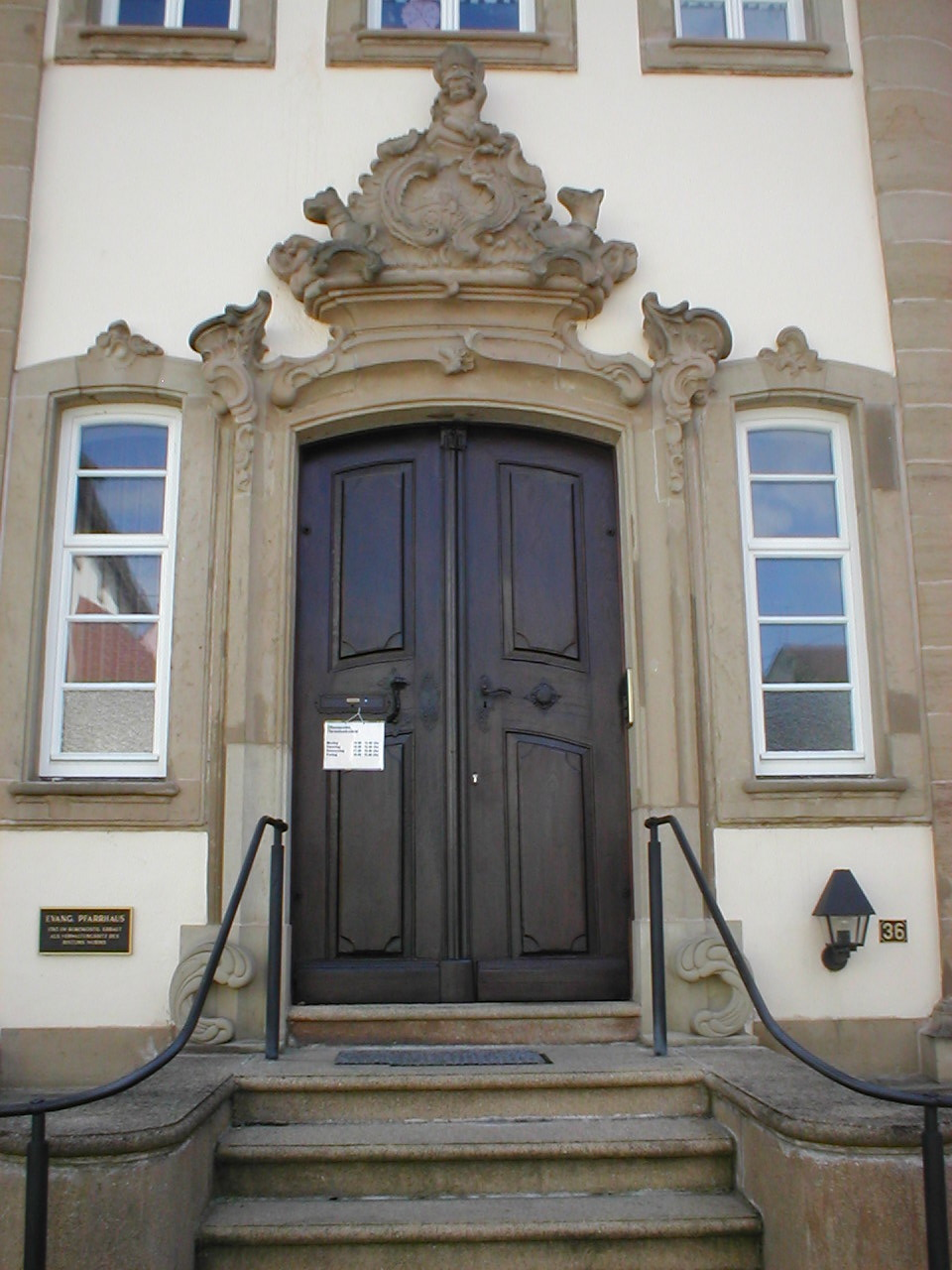
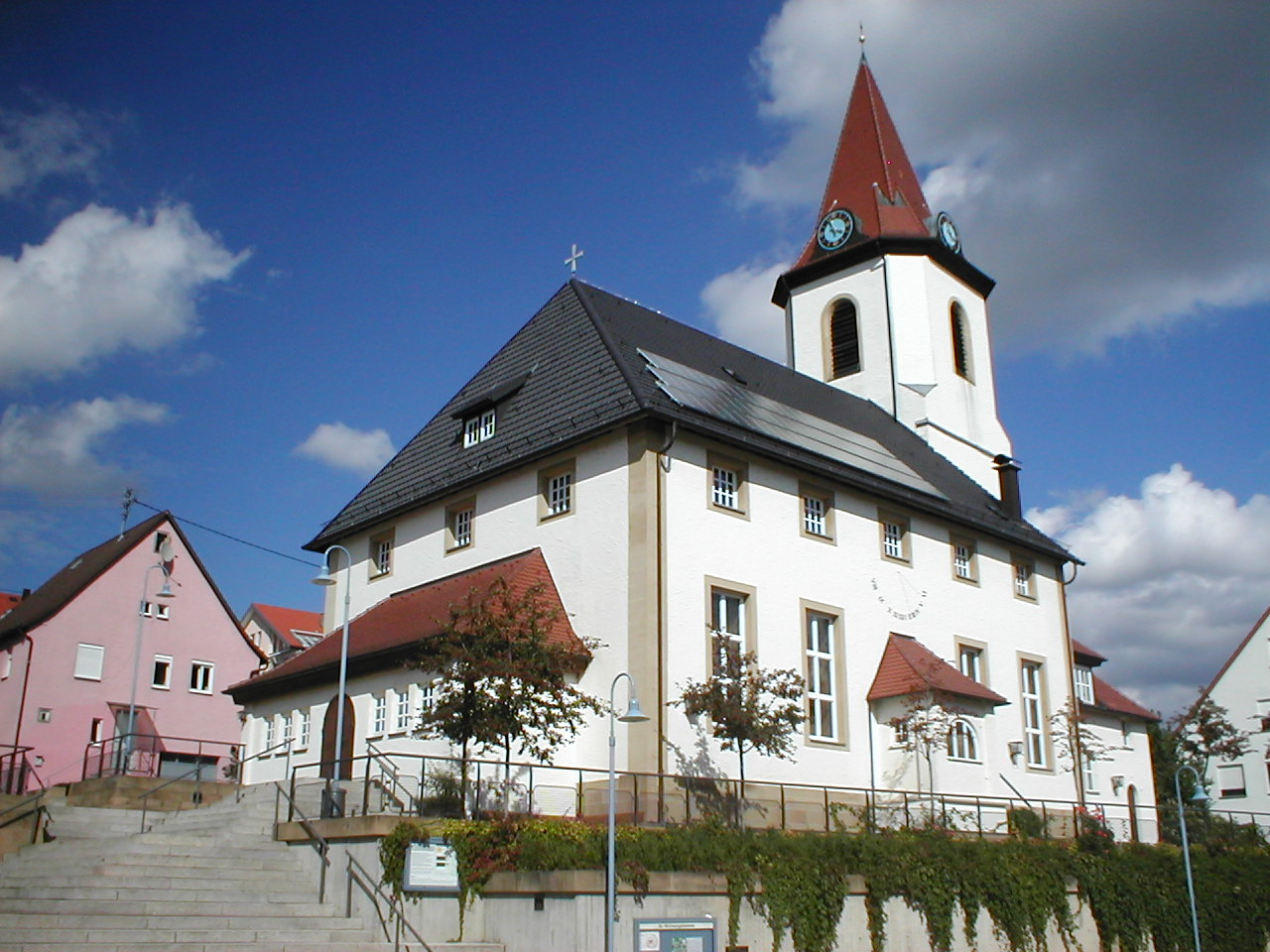
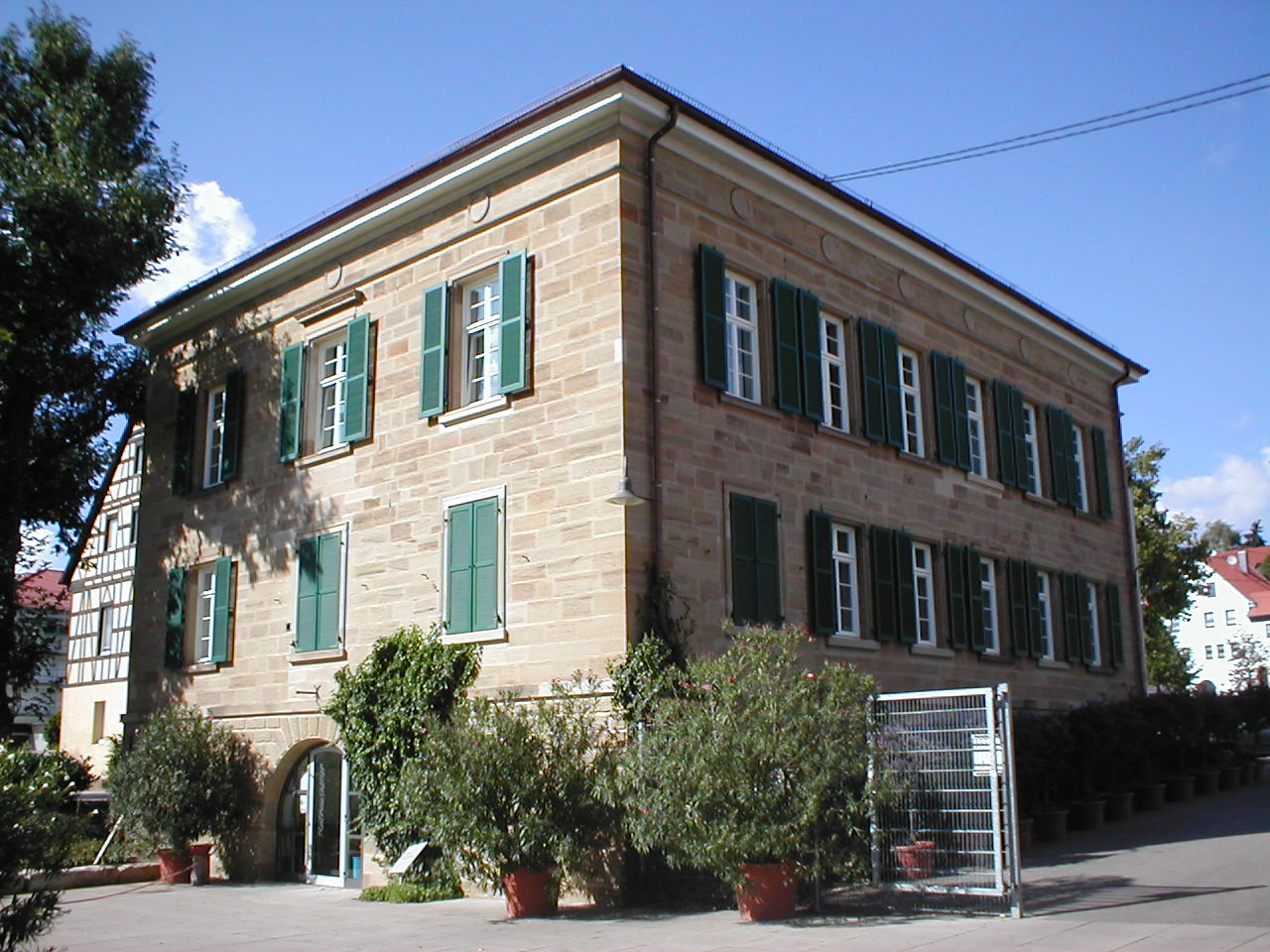
Ратуша
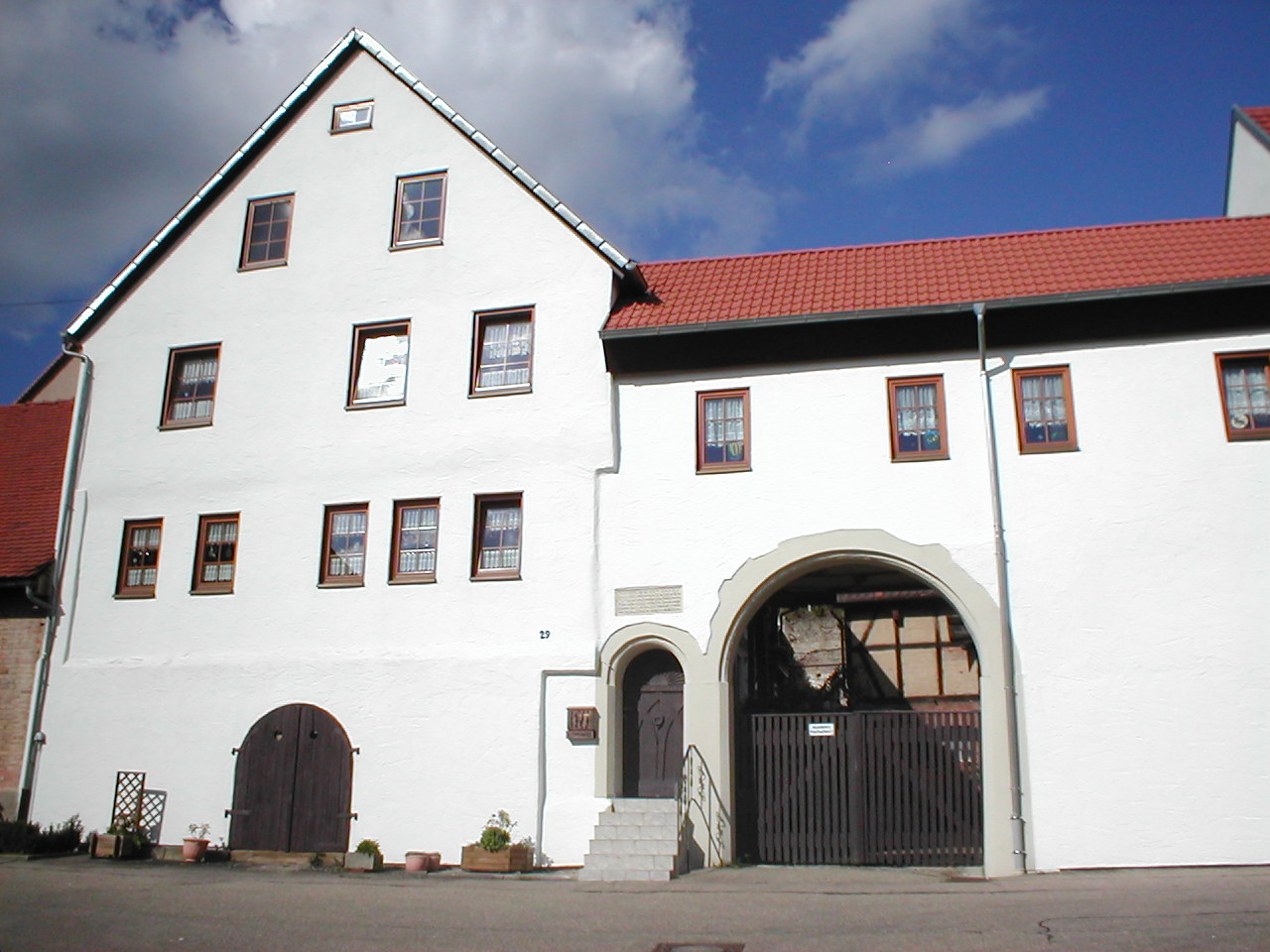
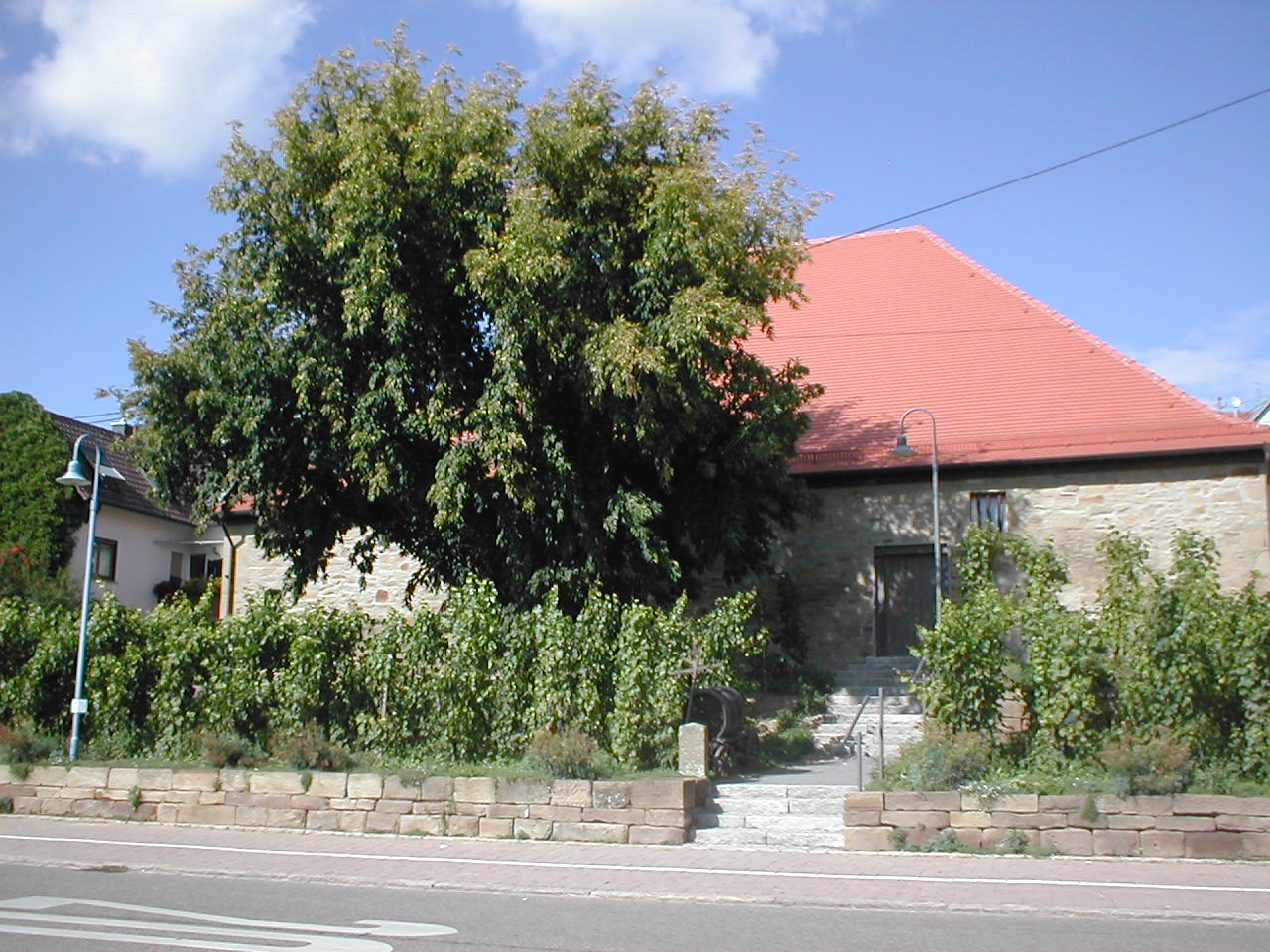
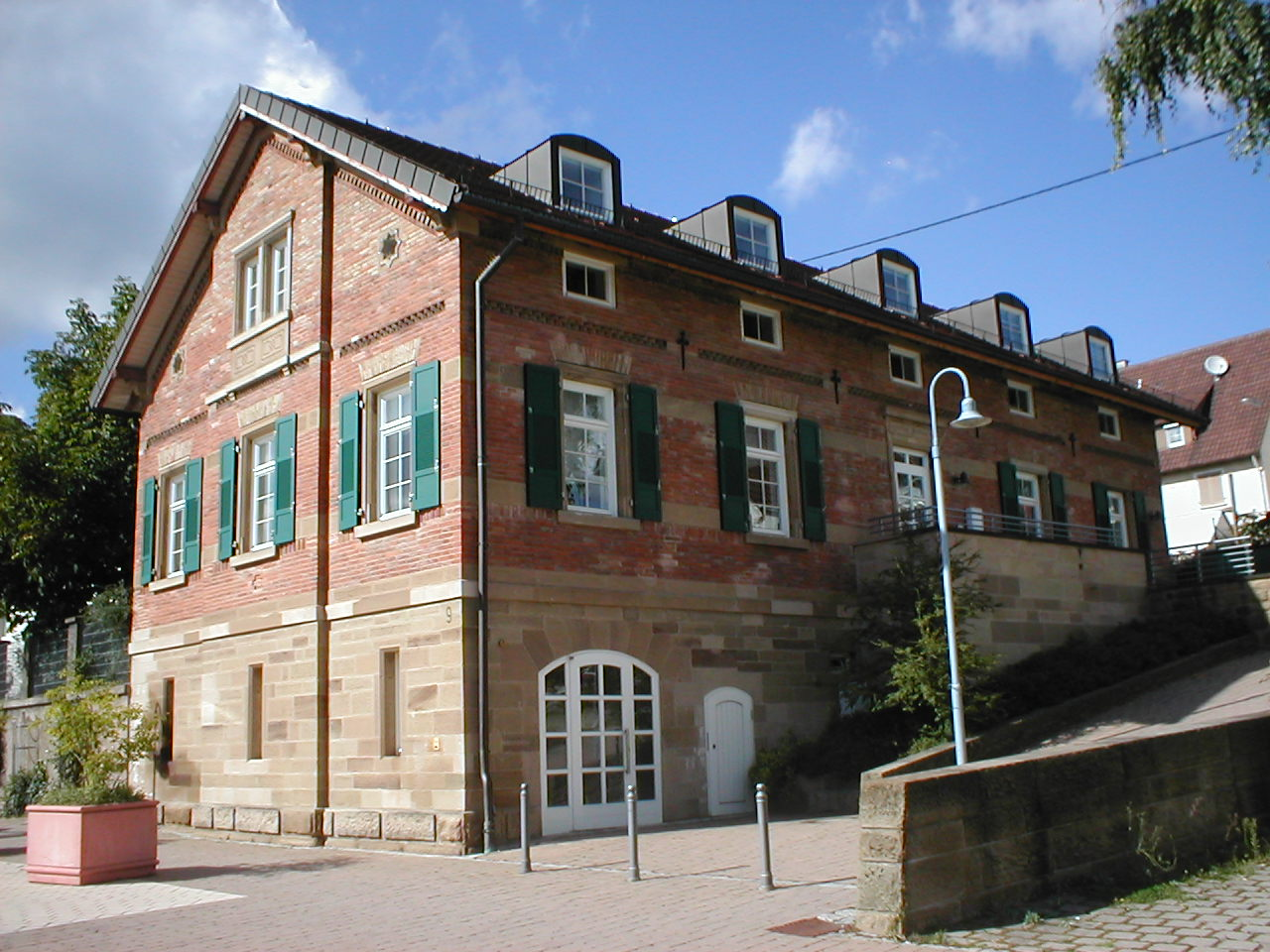
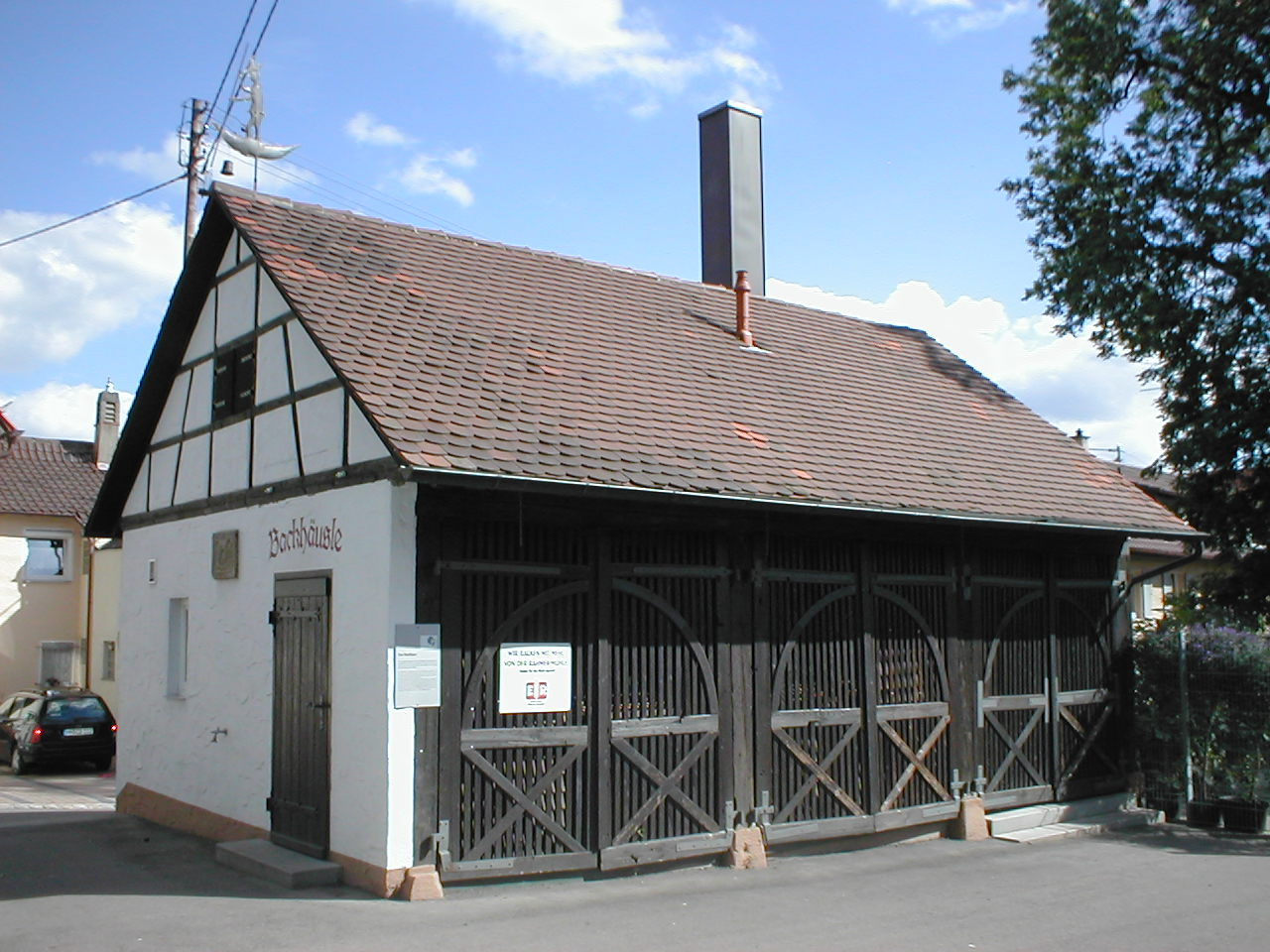
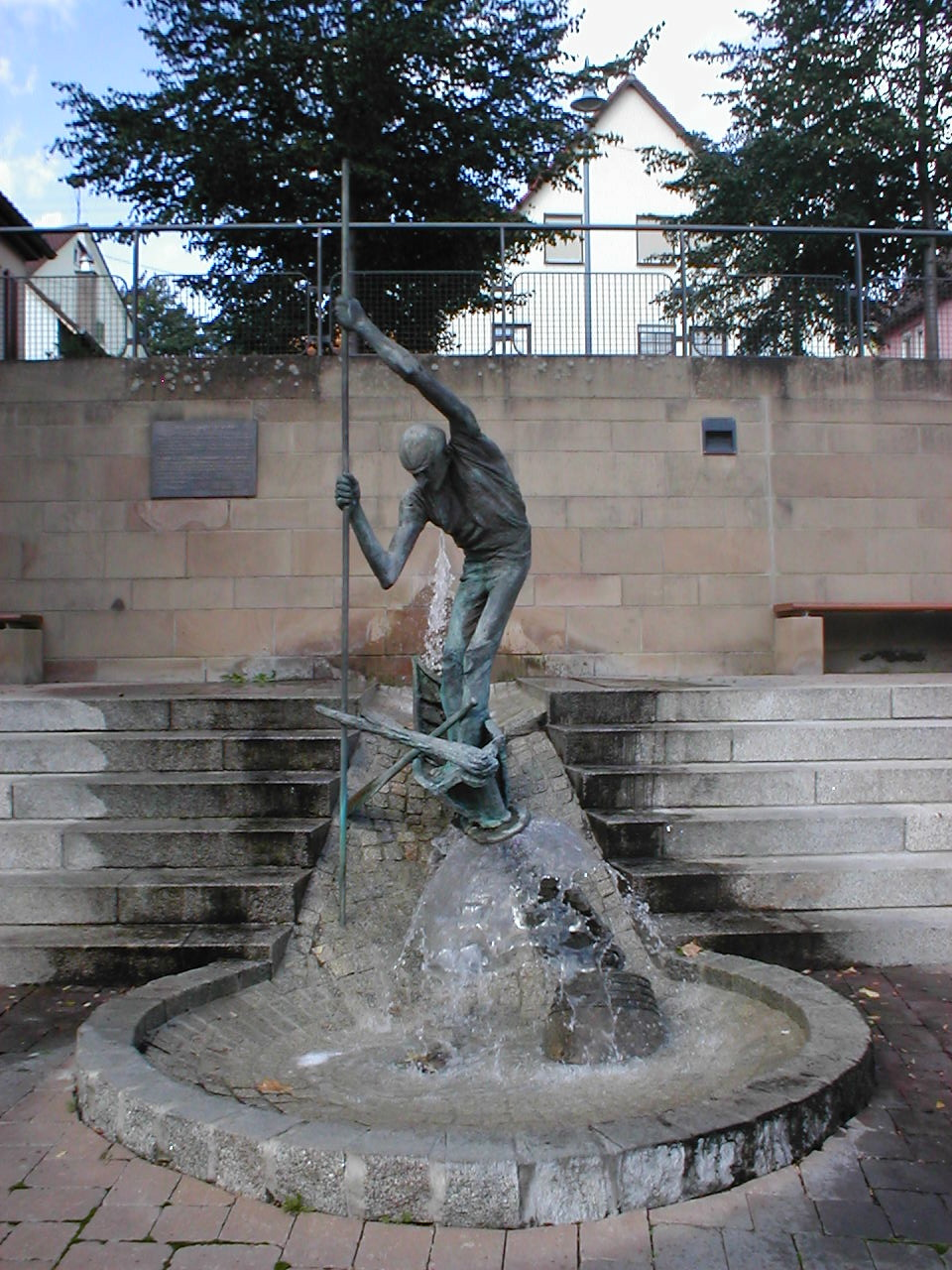